# 徳弘正也
徳弘 正也（とくひろ まさや、1959年3月1日 - ）は、日本の漫画家。高知県長岡郡大豊町出身。男性。高知県立高知小津高等学校を経て、四国学院大学卒業。自称「土佐の暴れん坊」。代表作に『シェイプアップ乱』、『ジャングルの王者ターちゃん♡』、『狂四郎2030』など。

## 来歴
「漫画の神様」と呼ばれた手塚治虫に憧れ、漫画家を志す。
大学生になり、少年サンデーの漫画賞に度々応募し選考の最後の方まで残っていることもよくあった。ある時『彼女の魅力は三角筋？』を送ったが、一次選考も通過しないまま原稿が戻ってきたため、フレッシュジャンプ賞に送ってみたところ入賞する。
1982年、第17回赤塚賞佳作（『美女は肉料理がお得意』）を経て、翌年1983年から集英社発行の『週刊少年ジャンプ』で連載された『シェイプアップ乱』で連載デビュー。
2作の連載を挟んで1988年から連載された『ジャングルの王者ターちゃん♡』（途中より『新ジャングルの王者ターちゃん♡』に改題）では、当初のギャグ漫画から当時の『週刊少年ジャンプ』の定番だった格闘漫画路線への変更を余儀なくされるが、従来のギャグ漫画路線に格闘漫画の要素を折り込んで高い人気を獲得し、7年間の長期連載となった。
当時アシスタントだった尾田栄一郎は徳弘を「本当のプロ」、「一生の恩人」と慕い、毎年お中元とお歳暮を贈っている。『ジャングルの王者ターちゃん♡』はアニメ化もされており、全50話が約一年かけて放送された。
『新ジャングルの王者ターちゃん♡』終了後は人気低迷により打ち切りが続き、活躍の場を青年漫画に絞る。
『週刊少年ジャンプ』の派生誌で青年漫画雑誌の『スーパージャンプ』に完全移籍し、1997年から2004年にかけて『狂四郎2030』を連載する。従来の持ち味の他に、人間の尊厳に入り込んだ内容に評判が集まった。2008年から2年間連載された『ふぐマン』では下ネタギャグを交えた人間ドラマ作品に原点回帰したが、打ち切られた。
『ふぐマン』終了後、デビューから長年執筆してきた集英社の雑誌から離れ、小学館発行の『ビッグコミックスペリオール』で2010年9月より2013年5月まで『亭主元気で犬がいい』を連載した。
2013年7月からは再び集英社に戻り、『スーパージャンプ』後継誌の『グランドジャンプ』で『黄門さま〜助さんの憂鬱〜』を連載。その後は時系列的には『黄門さま〜』から17年後の江戸が舞台の作品『もっこり半兵衛』を『グランドジャンプPREMIUM』での短期集中連載（2015年11月号～2016年3月号）を経て、めちゃコミックで独占先行配信、誌上にも不定期で掲載されている。

## 人物
- 赤塚賞の受賞パーティにて、審査員だった楳図かずおにサインを書いてもらい、「徳弘さん頑張って」と激励され感激した[5]。
- やり過ぎとも言える過激な下ネタを得意とし、同じく下ネタを得意とするえんどコイチも「どんな下ネタでも徳弘センセにはかなわない…」と自身の作品で語っており[6]、徳弘による「ギャグの後コケる時にスピード線を使わないアイデア」を頂いたと記している[7]。また尾田栄一郎は、「徳弘先生は凄い泣き顔が描ける」と述べる。
- 『シティーハンター』と共に、勃起のことを指す言葉「もっこり」を定着させたことで知られる[注 1][注 2]。
- 作品中で見られる過激なギャグとは対照的に、生真面目かつストイックな人柄である。漫画業界の不条理な状況については時折、辛口なコメントを寄せるなどの一面も併せ持っている。また、カレンダーの裏にサインを求められた際も、眉間に皺を寄せながらも快く書いたことがある[要出典]。
- 絵を描いているうちにアイデアが出てくるので下描きの段階でキャラや背景もアシスタント任せにせず自分で描きこんでいる[8]。『シェイプアップ乱』執筆時はネームもペン入れできるくらい描きこんでいた[9]。『もっこり半兵衛』からはアシスタントなしで描いており、妻に消しゴムかけをしてもらっている[10]。
- 『狂四郎2030』を描いている時期に手の腱鞘炎が悪化し、Gペンが引けなくなった。これ以降はPILOT製品の水性ボールペン「ハイテック」の0.3mmと0.2mmを使用している[11]。
- 自身の作風を「ちんこボイン漫画」と称している。また、手の調子が悪くなったため、「おっぱいを描く際には円定規を使用している」と語っている[12]。
- 趣味は少林寺拳法、モデルガン、ボディビル評論、音楽鑑賞などである。[要出典]これらの趣味は作品の中にも活かされている。少林寺拳法は学生時代に部に所属、有段者。身体が硬いので柔法（いわゆる関節技）がよく効いたとのこと[13]。
- 好きな歌手には鬼束ちひろを挙げており、『昭和不老不死伝説 バンパイア』の4巻の作者コメントで「復活して欲しい」と願いを記した。
- 作品中に聖書引用やキリスト教の話題を取り扱うことがしばしばある。

- 『シェイプアップ乱』--樋口左京の目高高校拳法部に牧師の息子柳真一が登場する。試合で頬に相手の攻撃を受けた場合どうすればいいかという拳法部の後輩からの質問に対して、マタイの福音書5章39節の文語訳聖書の、「右の頬を打たれたら、左の頬を差し出しないさい」というイエス・キリストの言葉を引用したギャグがある。また、恋人の池谷が不良グループに襲撃された際には、マタイの福音書5章44節の文語訳聖書の「汝の敵を愛せ」というキリストの言葉を引用しながら、「ざんげさせる」と称して、暴行を加えて復讐をしている。
- 『ふんどし刑事ケンちゃんとチャコちゃん』--クリスチャンの新人刑事・磯村が着任する回に聖句の引用が複数登場する。扉絵にヨハネの福音書12章24節の一粒の麦の話と、銃撃された磯村が描かれている。磯村に聖書を読むことを勧められた茶屋四郎が（茶屋が持ってはいたが、放置していたもの）張り込み中、聖書を開いてヨハネの福音書第1章を剣崎に読んで聞かせる。そのシーンがバックになって磯村が銃撃されるシーンになる。その後マタイによる福音書5章3節から読み始め、9節の平和をつくり出す人を祝福する言葉とともに銃撃され這う磯村が描かれる。
- 『ジャングルの王者ターちゃん』--アフリカのサバンナでの教会設立を目指す、「フランシス牧師」が登場する。
- 『狂四郎2030』--山崎がM型遺伝子異常がある狂四郎と白鳥の遺伝子を、所詮血塗られた遺伝子であると評した後、人が人を裁くことを戒めるマタイによる福音書7章1～2節の文と共に狂四郎と白鳥が切り殺した敵の死体の山が描かれる。
- 『近未来不老不死伝説バンパイア』--泥棒扱いされる祖父を持つ田中が他の学生に気持ち悪がられていたところ本田マリアが、エレミヤ書31章29節を引用し、祖父の罪は田中自身と無関係であると反論した。
- 「亭主元気で犬がいい」--犯罪者の妹マリを水田家の嫁にする時に、親族会議を行った。水田家の親族の一人が、犯罪者の身内には罪がないとでもいうつもりかと皮肉をいうために、親の罪が子供に及ばないことを意味する聖書の言葉である、エレミヤ書31章28-30節を引用したまた、マリが勤務する探偵事務所で調査している新興宗教団体が混交宗教で、信者たちがマタイの福音書5章3節のイエス・キリストの山上の説教の一部を唱えていたシーンがあった。
- 『黄門さま〜助さんの憂鬱〜』--黄門さま一行が泊めてもらった漁村は実はかくれキリシタンの村であり、夜に仏教徒を装った村人たちが寺に集まり神に祈りを捧げるシーンがある。

## 作品リスト

### 連載
- シェイプアップ乱（『週刊少年ジャンプ』1983年-1986年）
- ターヘルアナ富子 （『週刊少年ジャンプ』1986年）
- ふんどし刑事ケンちゃんとチャコちゃん（『スーパージャンプ』1986年-1990年）
- ジャングルの王者ターちゃん♡ （『週刊少年ジャンプ』1988年-1990年）
  - 新ジャングルの王者ターちゃん♡（『週刊少年ジャンプ』1990年-1995年）
- 水のともだちカッパーマン（『週刊少年ジャンプ』1995年-1996年）
- Wrestling with もも子 （『週刊少年ジャンプ』1997年）
- 狂四郎2030 （『スーパージャンプ』1997年-2004年）
- 昭和不老不死伝説 バンパイア （『スーパージャンプ』2005年-2006年）
  - 近未来不老不死伝説 バンパイア（『スーパージャンプ』2006年-2008年）
- ふぐマン （『スーパージャンプ』2008年-2010年）
- 亭主元気で犬がいい（『ビッグコミックスペリオール』2010年-2013年）
- 黄門さま〜助さんの憂鬱〜（『グランドジャンプ』2013年-2015年）
- もっこり半兵衛（『グランドジャンプPREMIUM』『めちゃコミック』2015年-）

### 読切

#### 単行本
- 『彼女の魅力は三角筋？ 徳弘正也短編集1』集英社〈ジャンプコミックス〉、1988年。

#### 作品リスト
- 美女は肉料理がお得意（1982年赤塚賞佳作受賞）（彼女の魅力は三角筋？収録）
- 彼女の魅力は三角筋？（『フレッシュジャンプ 2月号』1983年）（同名単行本収録）
- 軟派巌流島（『フレッシュジャンプ 2月号』1983年）（彼女の魅力は三角筋？収録）
- 卒業（『フレッシュジャンプ 4月号』1983年）（彼女の魅力は三角筋？収録）
- そんじょそこらのLOVE STORY（『フレッシュジャンプ 6月号』1983年）（彼女の魅力は三角筋？収録）
- What's おにゃん子（『週刊少年ジャンプ 18号』1986年）（彼女の魅力は三角筋？収録）
- ジャングルの王者　ターサン（『週刊少年ジャンプ増刊オータムスペシャル』1986年）（彼女の魅力は三角筋？収録）
- ハイスクールジゴロ（『週刊少年ジャンプ増刊ウィンタースペシャル』1987年）（ターヘルアナ富子　2巻収録）
- 聖ケンちゃん（『週刊少年ジャンプ 5号』1988年）（彼女の魅力は三角筋？収録）
- バレエ入門 - 俺がバレエを始めたわけ -（『週刊少年ジャンプ 39号』1995年）（Wrestling with もも子　2巻収録）
- 蜘蛛男はつらいよ（『週刊ヤングジャンプ No.40』2004年）[22]

## 元アシスタント
- 尾田栄一郎
- 光吉賢司（Ark Performance）[23]